# Cổ tức
Cổ tức (dividend) là một phần lợi nhuận sau thuế được chia cho các cổ đông của một công ty cổ phần. Cổ tức có thể được trả bằng tiền, cổ phiếu.

## Mục đích, ý nghĩa
Mục đích cơ bản của bất kỳ công việc kinh doanh nào là tạo ra lợi nhuận cho những chủ sở hữu của nó, và cổ tức là cách thức quan trọng nhất để việc kinh doanh thực hiện được nhiệm vụ này. Khi công việc kinh doanh của công ty tạo ra lợi nhuận, một phần lợi nhuận được tái đầu tư vào việc kinh doanh và lập các quỹ dự phòng, gọi là lợi nhuận giữ lại, phần lợi nhuận còn lại được chi trả cho các cổ đông, gọi là cổ tức. Việc thanh toán cổ tức làm giảm lượng tiền lưu thông đối với công việc kinh doanh, nhưng việc chia lời cho các chủ sở hữu, sau tất cả mọi điều, là mục tiêu cốt lõi của mọi doanh nghiệp.

## Giá trị danh định
Giá trị của cổ tức được xác định theo từng năm tại đại hội cổ đông hàng năm của công ty, và nó được thông báo cho các cổ đông hoặc là bằng lượng tiền mặt mà họ sẽ nhận được tính theo số cổ phiếu mà họ đang sở hữu hay số phần trăm trong lợi nhuận của công ty; xem thêm Quyết định chia cổ tức. Cổ tức là như nhau cho mọi cổ phiếu của cùng một loại, hoặc cổ phiếu ưu đãi hoặc cổ phiếu phổ thông (cổ phiếu thường). Sau khi đã được thông báo, cổ tức trở thành khoản phải trả của công ty.
Khi cổ phiếu được bán ngay trước khi cổ tức được thanh toán một khoảng thời gian cụ thể nào đó thì người bán cổ phiếu sẽ là thể nhân hay pháp nhân được nhận cổ tức chứ không phải là người mua những cổ phiếu đó. Điều này có nguyên nhân là do trong danh sách cổ đông của công ty cổ phần chưa có sự thay đổi về các cổ đông do không thể cập nhật kịp thời các thay đổi đó. Tại thời điểm mà người mua chưa có quyền nhận cổ tức, cổ phiếu được gọi là rơi vào tình trạng cựu cổ tức. Điều này thông thường xảy ra trong phạm vi hai (2) ngày trước khi cổ tức được chi trả, tùy theo các quy tắc của thị trường chứng khoán mà công ty cổ phần đó tham gia. Khi cổ phiếu rơi vào tình trạng cựu cổ tức, giá của nó trên thị trường chứng khoán nói chung sẽ giảm theo tỷ lệ của cổ tức.
Cổ tức được tính toán chủ yếu trên cơ sở của lợi nhuận chưa sử dụng đến của công ty cũng như viễn cảnh kinh doanh trong những năm kế tiếp. Sau đó nó được đề xuất bởi Hội đồng Quản trị và Ban Kiểm soát (Ủy ban, hay Hội đồng Kiểm soát) trước Đại hội cổ đông hàng năm. Tuy nhiên, phần lớn các công ty cổ phần cố gắng duy trì cổ tức không thay đổi. Điều này giúp cho công ty có được sự tái bảo đảm của các nhà đầu tư, đặc biệt khi thu nhập ở mức thấp do suy thoái kinh tế hay các nguyên nhân khác (phần bổ sung sẽ được lấy ra từ các quỹ dự phòng) cũng như để gửi thông điệp tới các cổ đông là công ty đang lạc quan về viễn cảnh của nó trong tương lai.
Một số công ty có các kế hoạch tái đầu tư cổ tức. Các kế hoạch này cho phép các cổ đông sử dụng cổ tức của họ để mua một cách có hệ thống một lượng nhỏ cổ phiếu của công ty, thông thường không có tiền hoa hồng.

## Các lý do không chi trả
Các công ty có thể không chi trả cổ tức trong một số trường hợp vì một số lý do sau:
- Hội đồng Quản trị công ty cũng như đại hội cổ đông tin rằng công ty sẽ có ưu thế trong việc nắm bắt cơ hội nhờ có nhiều vốn hơn và việc tái đầu tư cuối cùng sẽ đem lại lợi nhuận cho các cổ đông hơn là việc thanh toán cổ tức tại thời điểm hiện tại. Lý do này đôi khi là quyết định đúng đắn nhưng đôi khi cũng là sai lầm, và những người chống lại điều này (chẳng hạn như Benjamin Graham và David Dodd, những người phản đối thông lệ này trong tham chiếu tới Phân tích chứng khoán cổ điển năm 1934) thông thường lưu ý rằng trong nhiều trường hợp thì Hội đồng Quản trị hiện hành của công ty đã ép buộc các chủ sở hữu trong việc đầu tư tiền của họ (lợi nhuận từ kinh doanh).
- Khi cổ tức được chi trả, các cổ đông tại nhiều quốc gia (trong đó có Hoa Kỳ) phải thanh toán thuế kép từ các cổ tức này: công ty đã phải nộp thuế thu nhập doanh nghiệp cho nhà nước khi công ty có lợi nhuận, và sau khi cổ tức được thanh toán thì các cổ đông lại phải chi trả thuế thu nhập cá nhân cho nhà nước một lần nữa trên số tiền cổ tức mà họ nhận được. Điều này thường được tránh bằng cách điều chỉnh phần lợi nhuận giữ lại hay bằng việc mua lại cổ phiếu của công ty, bằng cách này các cổ đông không phải nộp thuế do Nhà nước không đánh thuế những giao dịch như vậy.

Microsoft là một ví dụ của các công ty trong lịch sử đóng vai trò của người đề xuất ra thu nhập giữ lại; công ty này đã làm điều đó bằng việc đem bán cổ phần của mình ra phạm vi công cộng từ năm 1986 cho đến tận năm 2003, khi công ty thông báo là có thể chi trả cổ tức. Trong những năm đó Microsoft đã tích lũy được trên 43 tỷ đô la Mỹ bằng tiền mặt, và vì thế đã làm dấy lên sự bực dọc của các cổ đông khi họ cho rằng lượng tiền lớn như vậy lẽ ra phải nằm trong tay họ chứ không phải thuộc về công ty. Tuy nhiên công bằng mà nói thì các cổ đông của Microsoft trong những năm qua đã kiếm lời cực lớn từ lãi vốn (tức là giá cổ phiếu của họ tăng rất cao trên thị trường chứng khoán).

## Tại Úc và New Zealand
Tại Úc và New Zealand, các công ty chuyển các khoản thu nhập miễn thuế cho các cổ đông cùng với cổ tức. Các khoản thu nhập miễn thuế này tương ứng với khoản thuế đã trả bởi công ty theo lợi nhuận trước thuế của mình. Một đô la thuế đã nộp tạo ra một khoản thu nhập miễn thuế. Các công ty có thể chuyển bất kỳ tỷ lệ nào của khoản thu nhập miễn thuế (tới giá trị cực đại) đã được tính từ thuế suất thuế thu nhập hiện hành của công ty: với mỗi đô la cổ tức được thanh toán, mức cực đại của khoản thu nhập quy đổi là cổ tức chia cho (1 – thuế suất của công ty). Ở mức thuế suất hiện hành là 30%, điều này tạo ra ở mức 42.857 xu trên mỗi đô la cổ tức. Các cổ đông có thể sử dụng nó để khấu trừ trong các biên lai thuế thu nhập quy đổi của họ ở tỷ lệ một đô la trên một khoản thu nhập miễn thuế, vì thế nó đã loại trừ một cách có hiệu quả việc đánh thuế kép trong lợi nhuận của công ty. Hệ thống như vậy gọi là cổ tức quy đổi.

### Ví dụ
Một người ở Úc có cổ tức được chia sau khi công ty mà họ góp cổ phần đã nộp đủ thuế thu nhập công ty (hiện nay là 30%) bằng 2.100 đô la. Cổ tức quy đổi của họ sẽ là 2.100/ (1 - 0,30) = 3.000 đô la trong đó 3.000 - 2.100 = 900 đô la được hoàn lại là phần thuế đã nộp. Ở thuế suất thuế thu nhập cá nhân là 42% thì họ phải nộp 3.000 x 42% = 1.260 đô la. Tuy nhiên 900 đô la trong số đó đã được công ty nộp. Do vậy, họ chỉ phải nộp 1.260 - 900 = 360 đô la và còn lại 2.100 - 360 = 1.740 đô la. Điều này tương tự như khi họ nhận được 3.000 đô la cổ tức và phải nộp 3.000 x 42% = 1.260 đô la và còn lại 3.000 - 1.260 = 1.740 đô la.
Đối với những người có thu nhập thấp. Giả sử họ phải chịu thuế suất thuế thu nhập 17%. Trong trường hợp nếu cổ tức họ nhận được cũng là 2.100 đô la (cổ tức quy đổi cũng bằng 3.000 đô la) thì họ chỉ phải nộp 3.000 x 17% = 510 đô la, nhưng công ty đã nộp thay họ 3.000 – 2.100 = 900 đô la và họ có quyền yêu cầu hoàn lại 900 - 510 = 390 đô la bằng tiền mà Nhà nước đã thu của họ từ thuế thu nhập công ty trước đó.

## Lãi suất hay cổ tức
Tại Mỹ, các hiệp hội tín dụng nói chung sử dụng thuật ngữ "cổ tức" để nói đến các thanh toán lãi suất mà họ thực hiện cho những người gửi tiền. Chúng không thể được coi là cổ tức theo nghĩa thông thường của nó và không bị đánh thuế như cổ tức; chúng chỉ là lãi suất tiền gửi. Các hiệp hội tín dụng gọi chúng là cổ tức vì về mặt kỹ thuật thì các hiệp hội tín dụng được sở hữu bởi các thành viên của nó, và lãi suất tiền gửi vì vậy là sự thanh toán cho chủ sở hữu.